# Jessica Alonso
Jessica Alonso Bernardo (Gijón, 20 settembre 1983) è un'ex pallamanista spagnola.
Con la maglia della nazionale spagnola ha vinto il bronzo olimpico ai Giochi di Londra 2012.

## Palmarès

### Club
- EHF Cup

SD Itxako: 2008-2009
- Campionato spagnolo: 3

SD Itxako: 2009-2010, 2010-2011, 2011-2012
- Coppa della Regina: 3

SD Itxako: 2009-2010, 2010-2011, 2011-2012
- Supercoppa di Spagna: 2

SD Itxako: 2009-2010, 2010-2011
- Campionato serbo: 1

Zaječar: 2012-2013
- Coppa di Serbia: 1

Zaječar: 2012-2013

### Nazionale
- Bronzo olimpico: 1

Londra 2012
- Campionato mondiale

 Bronzo: Brasile 2011
- Campionato europeo

 Argento: Macedonia 2008